# Ukulele
Ukulelele sau ukelelele este un instrument muzical asemănător cu o mică chitară. 
A fost inventat la sfârșitul secolului al XIX-lea în Hawaii, printr-o modificare a unui instrument al marinarilor portughezi.
De obicei are doar patru coarde care sunt acordate în cvarte. 
În funcție de tip, poate avea în total între 53 și 76 cm lungime.
Originea numelui: ukulele= „purice săritor”. Oamenilor li s-a părut că felul în care muzicanții cântau la acest instrument, mișcându-și rapid degetele peste coarde, semăna cu săriturile unei mici insecte.
Ukulelele este un instrument cu patru coarde, folosit ca instrument principal în muzica din Insulele Hawaii, Tahiti și Insula Paștelui, având inițial cinci coarde. Este o adaptare a cavaquinho-ului portughez creat în deceniul 1880-90, în Hawaii, de imigranți portughezi. Ulterior răspândit în întreaga Polinezia Franceză și Insula Paștelui cu o sculptură mai rustică, rezultând varianta de ukelele tahitiană sau polineziană. În Polinezia și în Insula Paștelui nu existau instrumente cu coarde înainte de secolul al XIX-lea și cel al XX-lea, fiind un instrument recent în cultura ambelor locuri.
Instrumentul ukulele este utilizat pe scară largă în muzica insulelor din Polinezia. Grupurile muzicale Mito și Fusión Rapa Nui sau Matatoʻa, originare din Insula Paștelui, folosesc instrumentul ukulele în majoritatea interpretărilor muzicale. Interpreții de ukulele cei mai faimoși din Hawaii sunt Jake Shimabukuro și Israel Kamakawiwo'ole. În Statele Unite, în general, instrumentul ukulele a fost, de asemenea, primul instrument cu care mulți artiști contemporani din această țară și Regatul Unit (U.K.) au intrat în ritmul muzicii moderne. Printre aceștia se pot menționa Tiny Tim, Vic Chesnut, Dick Dale, Jimi Hendrix, Artie Shaw, Neil Young, Eddie Vedder, Christofer Drew, George Harrison, Paul McCartney, George Benson și Brian May.

## Tipuri de ukulele și acorduri
Esistă patru tipuri de ukulele:
| Tipo                 | Lungime de la prăguș până la căluș | Lungime totală | Acordare Notație Helmholtz  |
| -------------------- | ---------------------------------- | -------------- | --------------------------- |
| Soprano sau standard | 33 cm (13")                        | 53 cm (21")    | g'c'e'a' o a'd'f#'b'        |
| Concert              | 38 cm (15")                        | 58 cm (23")    | g'c'e'a' o gc'e'a'          |
| Tenor                | 43 cm (17")                        | 66 cm (26")    | gc'e'a', g'c'e'a', o d'gbe' |
| Bariton              | 48 cm (19")                        | 76 cm (30")    | dgbe'                       |

Cele patru dimensiuni ale ukulelelor sunt: soprană, concert, tenor și bariton. De asemenea, s-au construit și ukulele sopraninos și ukulele-bas, care va fi sfârșitul spectrului în dimensiune. De asemenea s-au construit versiuni electrice și electro.
Ukulele soprano, numit standard în Hawaii, este cel mai mic și este ukulele cel original. În anii 1920 a fost dezvoltat un ukulele concert, cu dimensiuni puțin mai mari și sunet mai grav. În anii '40 a fost creat modelul bariton.
Acordarea standard pentru ukelelele soprano, concert și tenor este în C, adică g'c'e'a ". Uneori coarda g este acordată într-o octavă mai înaltă, în timp ce alții preferă coarda g, o octavă mai jos. Ukulelele bariton este, de obicei, acordat d g b e'.
Un alt tip de acordare utilizată pentru ukulele este acordul soprano D: a' d' f# b'. Acest lucru dă un ton dulce în ukulelele mai mici. Acestea sunt acorduri utilizate în muzica hawaiană de la începutul secolului XX. Un derivat al acestui ton, numit "Acord canadian", cu un ton mai mic (ad'f#'b'), este utilizat în sistemul de învățământ canadian pentru ukulele tenor și concert.
Tabelul tipic de acordare C (A, E, C, G) de ukulele în notación de primele 12 taste:
| Coardă  | 1° tastă | 2° tastă | 3° tastă | 4° tastă | 5° tastă | 6° tastă | 7° tastă | 8° tastă | 9° tastă | 10° tastă | 11° tastă | 12° tastă |
| ------- | -------- | -------- | -------- | -------- | -------- | -------- | -------- | -------- | -------- | --------- | --------- | --------- |
| I - A   | A#       | B        | C        | C#       | D        | D#       | E        | F        | F#       | G         | G#        | A         |
| II - E  | F        | F#       | G        | G#       | A        | A#       | B        | C        | C#       | D         | D#        | E         |
| III - C | C#       | D        | D#       | E        | F        | F#       | G        | G#       | A        | A#        | B         | C         |
| IV - G  | G#       | A        | A#       | B        | C        | C#       | D        | D#       | E        | F         | F#        | G         |

## Galerie de imagini

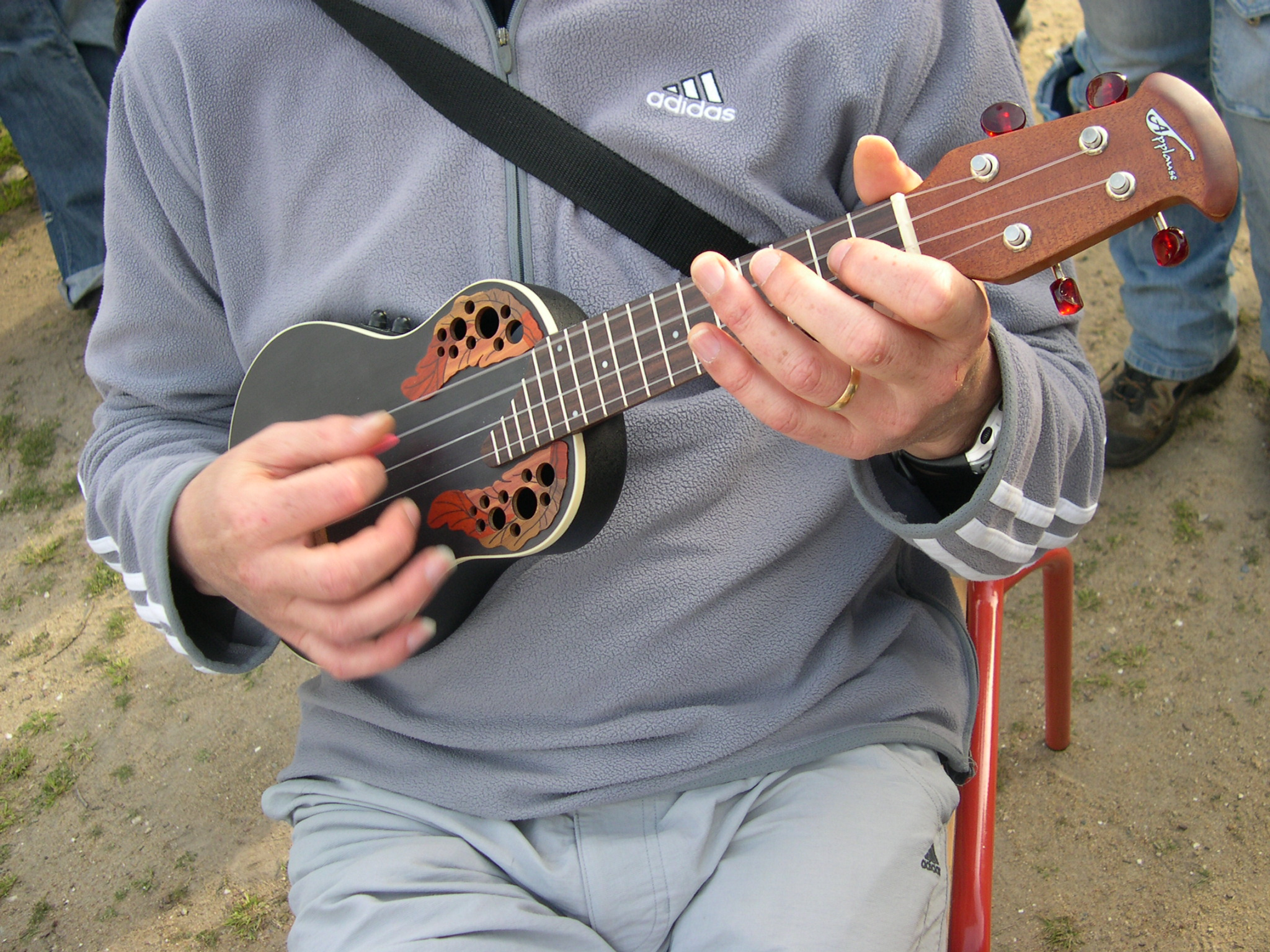
Ukelele electroacustice
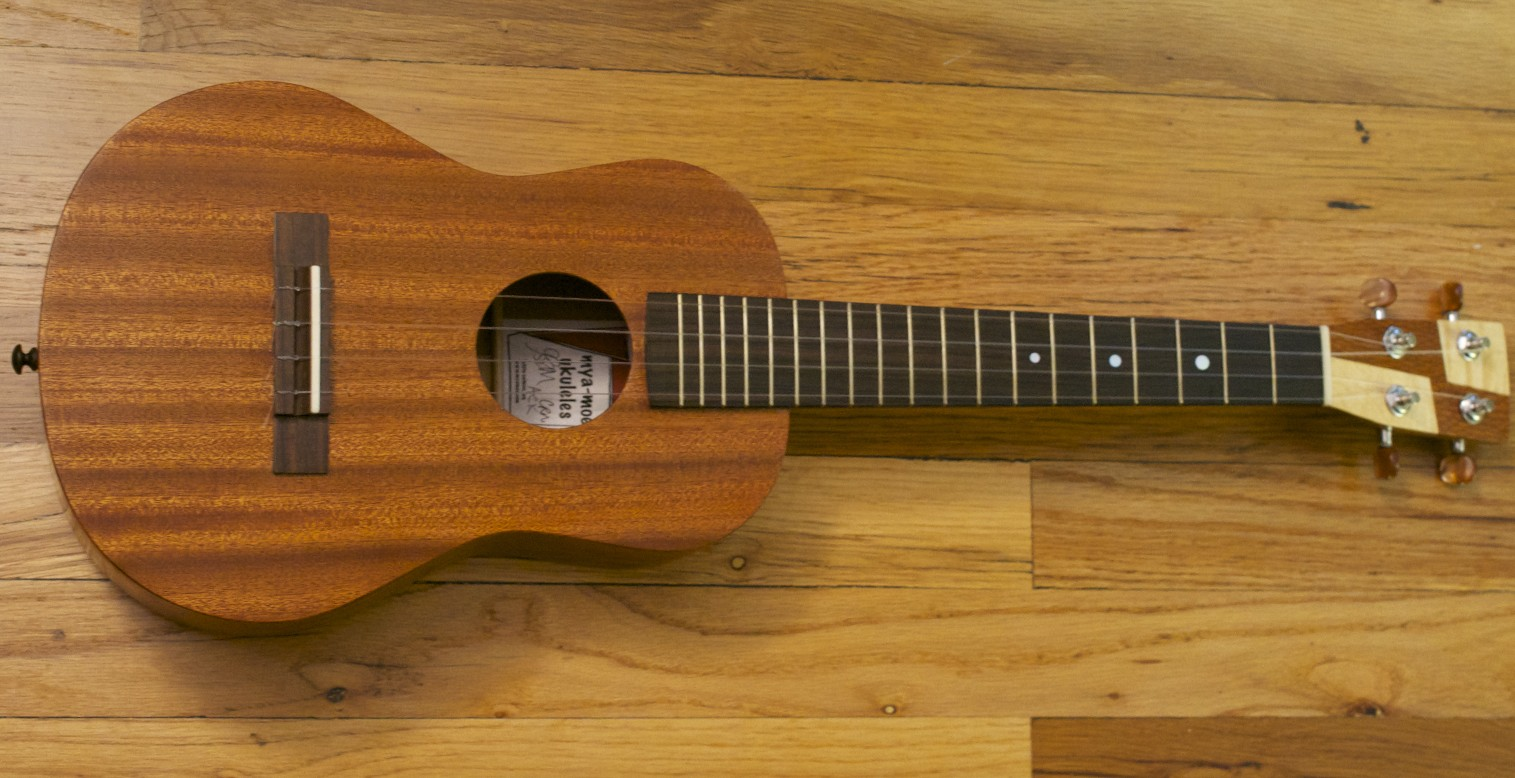
Ukelele hawaiane
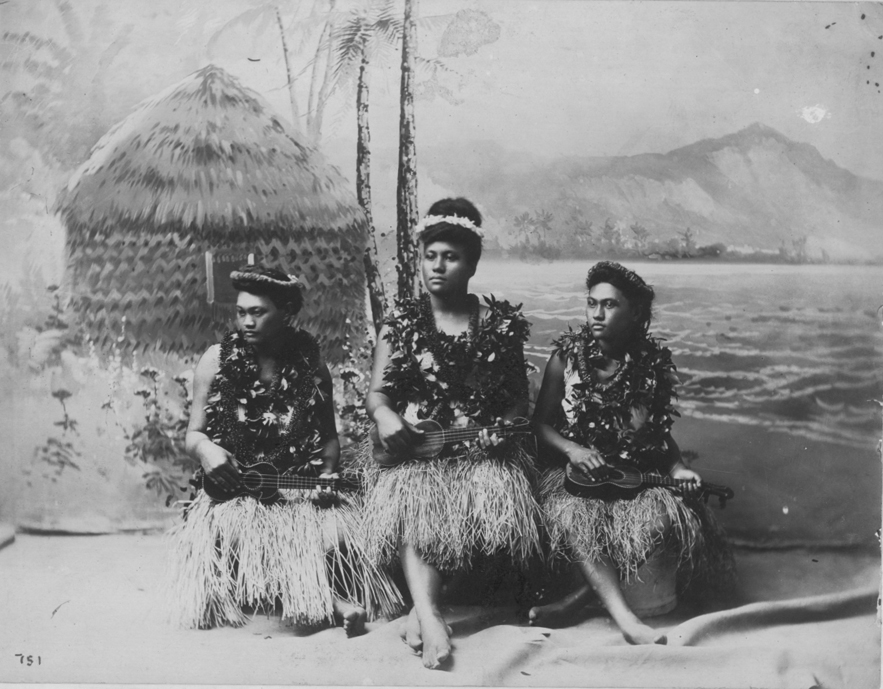
Femei de origine hawaianâ cântând la ukelele
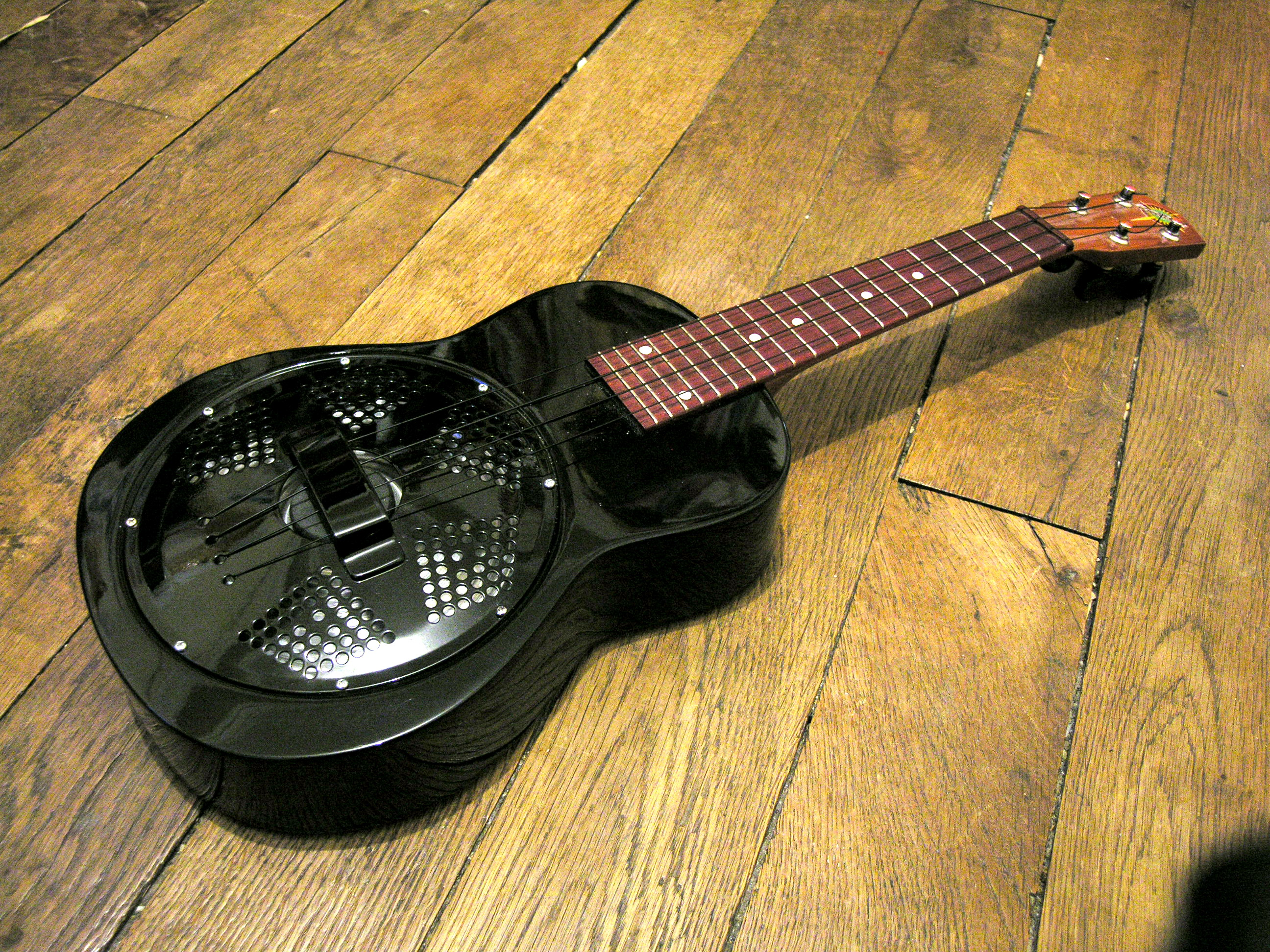
Ukelele cu rezonator(membrană).